# Oxalidaceae

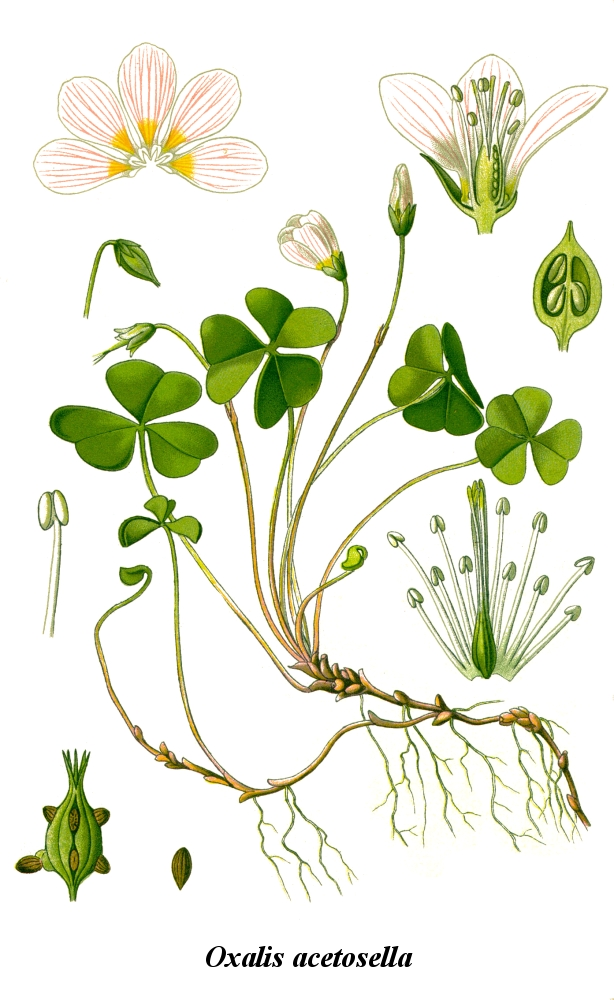
Oxalis acetosella (ilustração).

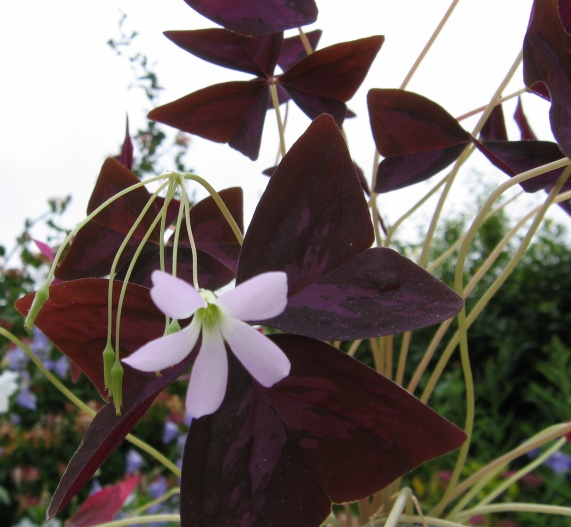
Oxalis regnellii.

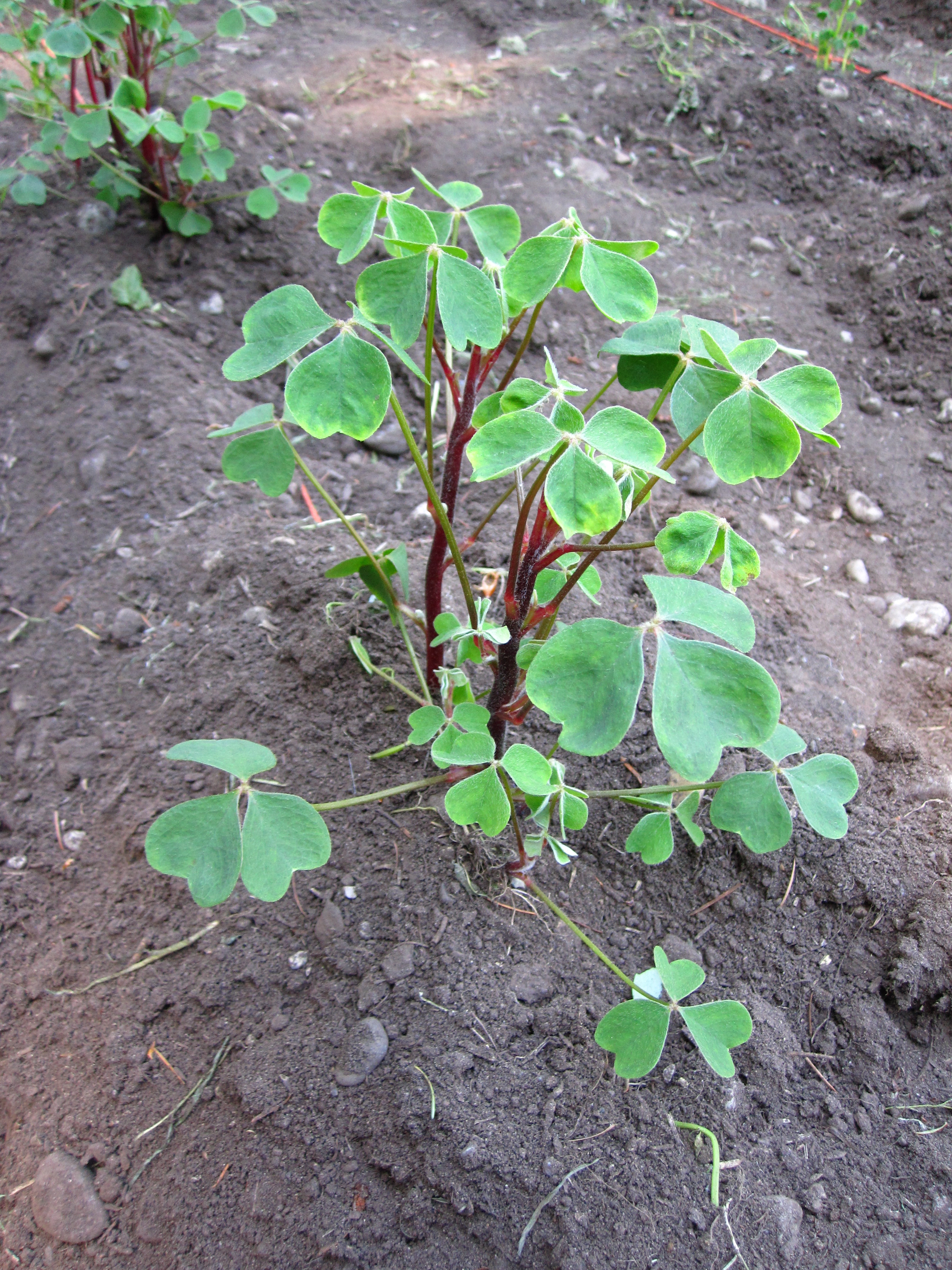
Oxalis tuberosa, produtora dos tubérculos comercializados como oca.

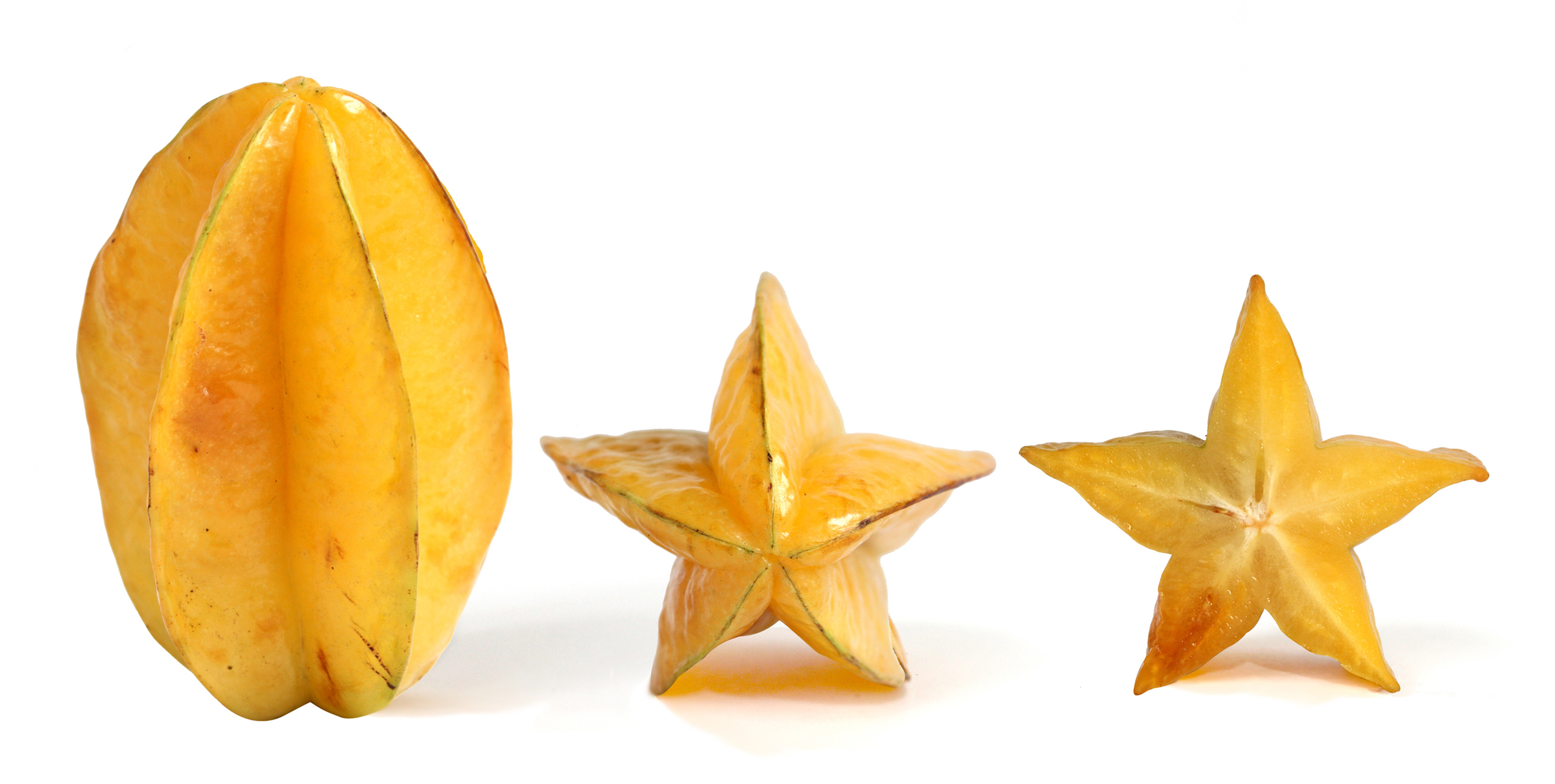
Carambola, o fruto de Averrhoa carambola.

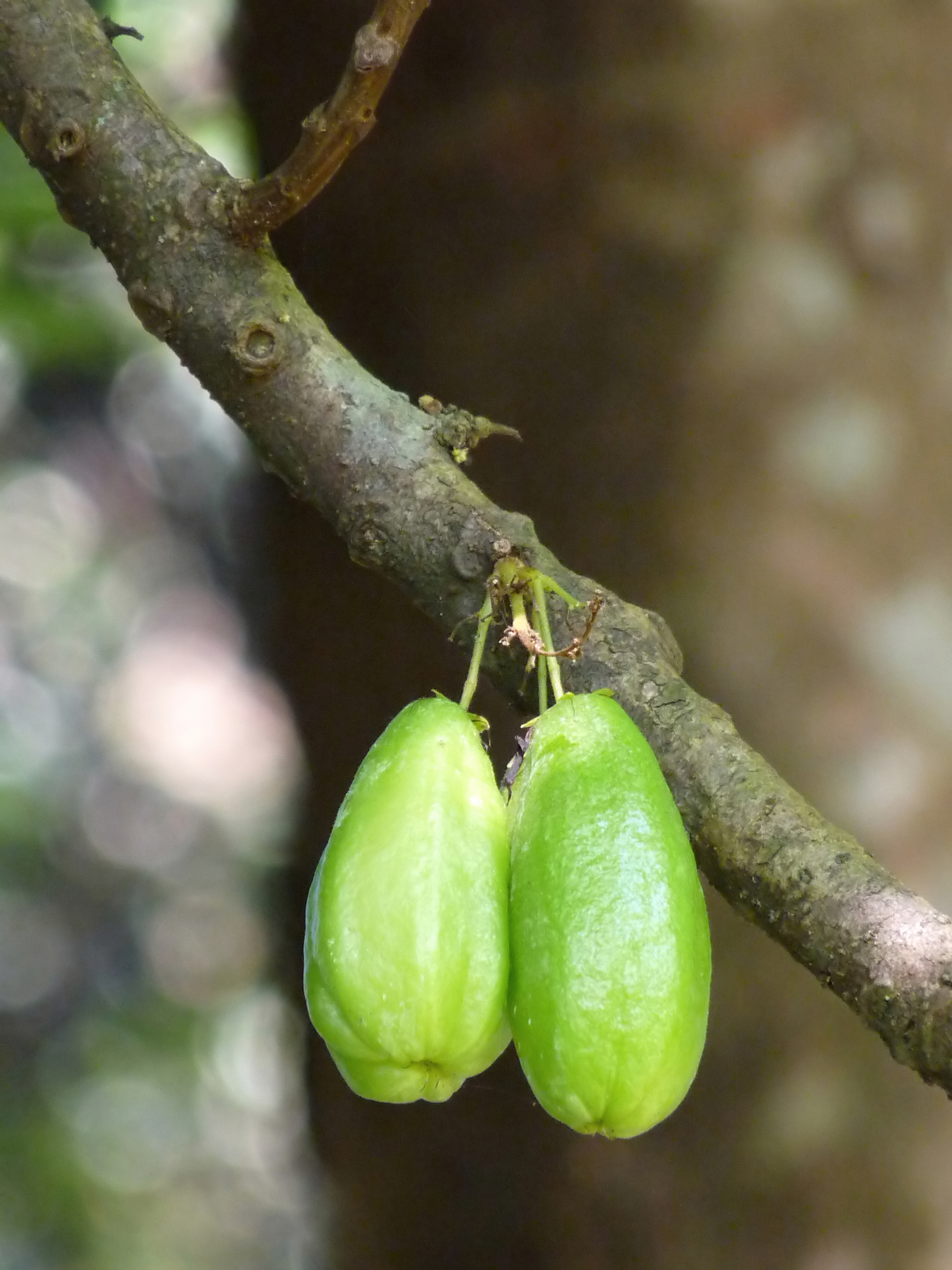
Frutos de Averrhoa bilimbi.

Oxalidaceae é uma família de plantas com flor da ordem das Oxalidales que agrupa cerca de 570 espécies de plantas herbáceas, arbustos e pequenas árvores, repartidas por 5 géneros. As espécies que integram esta família tipicamente apresentam folhas divididas, com folíolos dotados de pulvinos que permitem o seu fecho durante a noite, e frequentemente acumulam ácido oxálico e oxalato nos seus tecidos, o que leva à etimologia de seu nome, que significa “azedo” em grego. A família tem distribuição pelas regiões tropicais, subtropicais e temperadas, incluindo múltiplas espécies arvenses.

## Descrição
As oxalidáceas são uma família de plantas herbáceas, predominantemente perenes ou anuais, mas com algumas espécies lenhosas que são pequenas árvores (no género Averrhoa) ou  lianas (no género Dapania). Têm folhas de filotaxia alterna, compostas, geralmente trifoliadas, com pecíolos longos. As flores são hermafroditas, actinomorfas, diclamídeas, pentâmeras, diplostémones, monadelfas na base, gineceu súpero, pentacarpelar, sincárpico, com estilos livres. As flores são solitárias ou ocorrem em inflorescências cimosas. Os frutos são cápsulas loculicidas ou bagas. As sementes apresentam arilo carnoso.

### Morfologia
- Forma de vida  Os indivíduos desta família são encontrados nas formas herbáceas, arbustivas, subarbustivas ou como pequenas árvores.[3][4]
- Caule  Em algumas herbáceas, os caules são modificados em bulbos ou tubérculos.[4]
- Folhas  As folhas das Oxalidaceae são alternas espiraladas, às vezes formando uma roseta basal, e variam entre pinadas, palmadas, trifolioladas (a morfologia mais comum) ou unifolioladas (raramente). Frequentemente possuem pulvinos e geralmente apresentam nictinastia, posicionando os seus folíolos na vertical ("fechados") durante a noite.[3][4] A margem do limbo foliar é sempre lisa. Geralmente não apresentam estípulas foliares e quando elas existem são muito pequenas (vestigiais).
- Flores  As flores são bissexuais (hermafroditas), actinomórficas, com duplo perianto, hipóginas (ovário súpero) e com cálice e corola pentâmeros. O cálice apresenta cinco sépalas imbricadas, livres ou apenas soldadas na base. As cinco pétalas que formam a corola são livres ou, no máximo, ligeiramente fundidas na base, por vezes claramente imbricadas. Possuem geralmente dez estames, em dois verticilos de cinco cada, sendo que na maioria das espécies, os estames dos dois verticilos têm comprimentos diferentes, sendo os estames do verticilo externo geralmente mais curtos. Os estames podem ser fundidos em sua base, apresentando anteras com deiscência longitudinal. Geralmente com cinco carpelos de placentação axial, fundidos num ovário com cinco lóculos (em Biophytum são mais ou menos livres). Cada carpelo raramente contém um, geralmente de dois a vários óvulos pêndulos, anatrópicos ou hemianatrópicos, na maioria placentados nos ângulos centrais (em Biophytum a placentação é marginal). Na maioria das espécies os cinco estiletes são livres e terminam em estigmas globulares ou de duas colunas curtas. Geralmente ocorre heterostilia, sendo a maioria das espécie tristílicas (heterostilia trimorfa, com três tipos de flores). Os grãos de pólen são tricolporados. Geralmente apresentam nectários na base dos estames exteriores.[3][4] A fórmula floral dominante é:  {\displaystyle \ast Ca_{5}\;Co_{5}\;A_{10}\;G_{({\underline {5}})}}.[5] As flores ocorrem isoladas nas axilas das folhas ou agrupadas em inflorescências do tipo umbela cimosa ou racemosa.

- Frutos  Podem ser do tipo cápsula loculicida, com diferentes mecanismos de abertura, ou raramente baga.[3][4] Nas espécies com frutificação em cápsula, as sementes apresentam um espessamento carnoso da epiderme na base, que diminui e se torce com a secagem e assim solta as sementes. O endosperma é carnoso, muitas vezes oleaginoso.

### Distribuição
A família Oxalidaceae tem distribuição cosmopolita, com membros em quase todos os biomas terrestres com excepção dos das regiões polares e alpinas mais frias. Membros da família estão presentes em habitats tão diversos como as florestas equatoriais e os desertos. Contudo, os seus centros de diversidade estão situados nas regiões tropicais e subtropicais.

### Usos
O ácido oxálico foi pela primeira vez isolado a partir destas plantas, sendo a sua presença em elevada concentração uma das características mais marcantes desta família. Em consequência da sua morfologia foliar e sabor azedo dado pela presença de ácido oxálico, as espécies do género Oxalis são conhecidas como trevinhos ou azedinhas, sendo por vezes utilizadas na forma de saladas ou refogadas, consideradas plantas alimentares não convencionais.
A família também inclui espécies medicinais, com registos na etnobotânica de flores, folhas e raízes de algumas espécies de Oxalis sendo utilizados por populações tradicionais no tratamento de infecções oculares, disenteria, ansiedade, alívio da febre, entre outros.
Com valor comercial, contam-se alguns frutos conhecidos por carambola (o fruto de Averrhoa carambola) e bilimbi ou biribiri (o fruto de Averrhoa bilimbi) e os tubérculos de oca (os múltiplos cultivares de Oxalis tuberosa), de que existe uma grande variedade em forma e coloração. Com menor peso económico, são também comercializadas folhas e talos de algumas espécies de Oxalis, usados em saladas.
Com interesse económico no campo da floricultura, foram desenvolvidas variedades de Oxalis com quatro folíolos (vendidas como trevo-de-quatro-folhas), para além de cultivares com colorações arroxeadas ou com manchas foliares avermelhadas, que são comercializadas como plantas ornamentais.

## Filogenia e sistemática

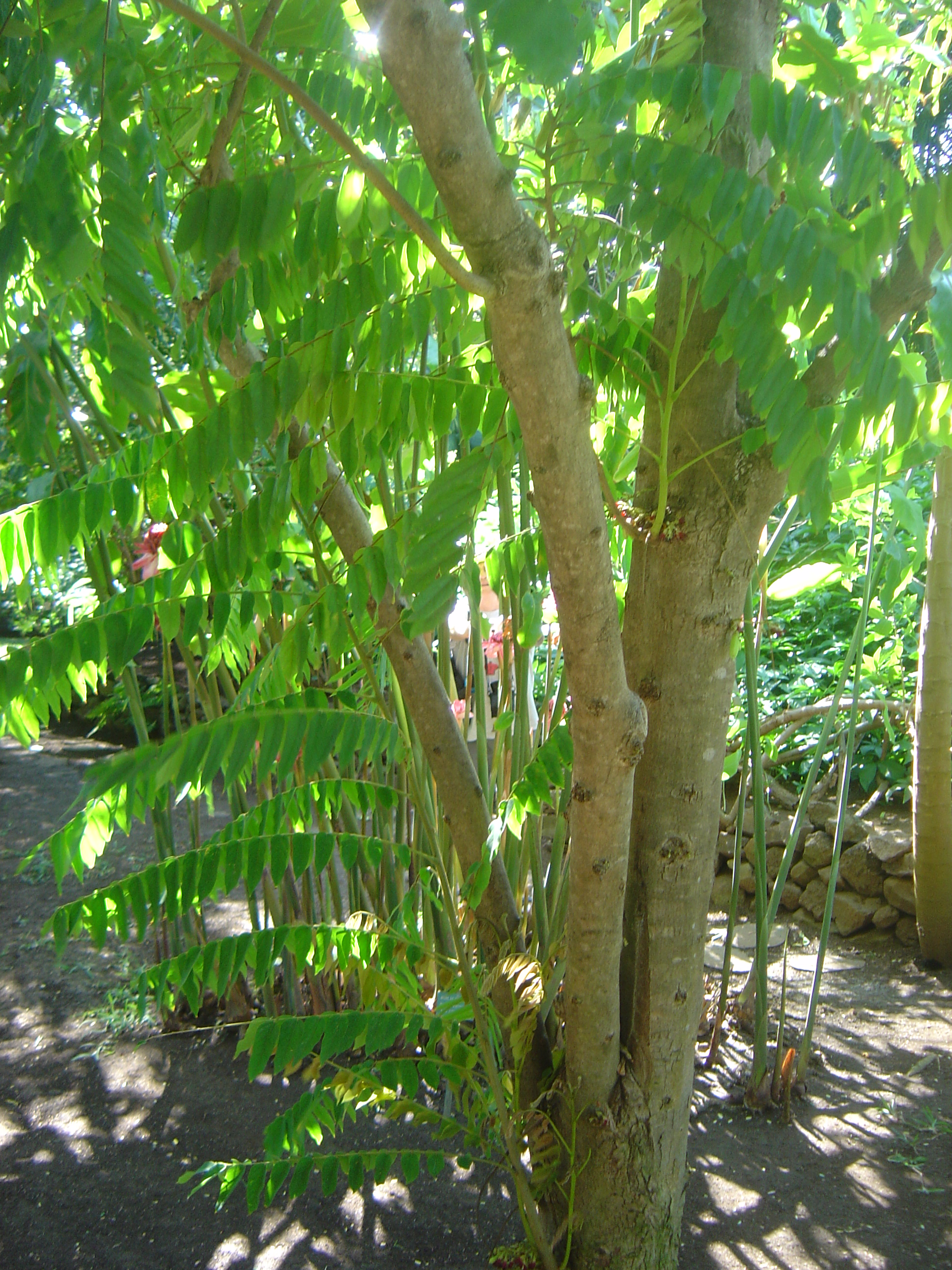
Hábito e folhagem pinada de Averrhoa bilimbi.

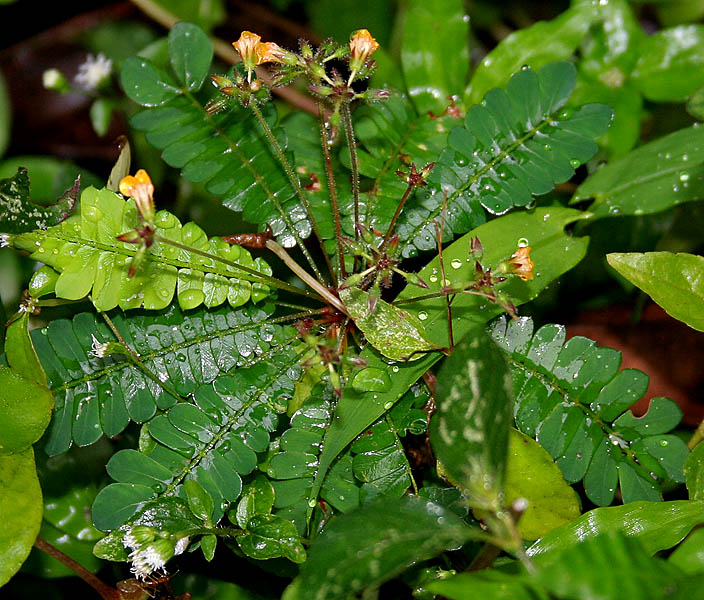
Hábito, folhagem pinada e flores de Biophytum reinwardtii.

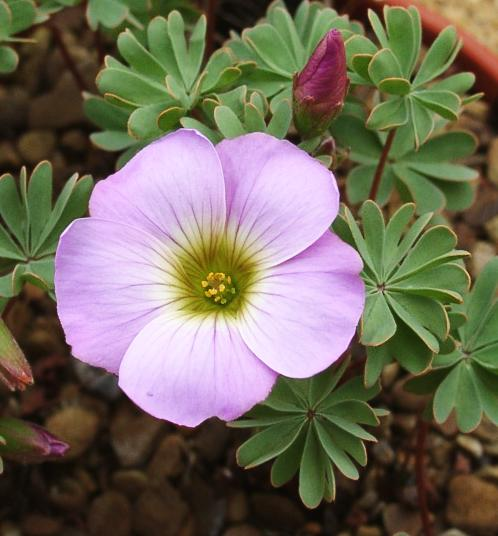
Flores e folhagem de Oxalis enneaphylla.

A primeira proposta de criação da família Oxalidaceae, então sob o nome de Oxalideae, foi feita em 1818 por Robert Brown na sua obra Narrative of an Expedition to Explore the River Zaire, 1818, p. 433. O género tipo é Oxalis L.. Os taxa que anteriormente integravam a família Averrhoaceae Hutch. foram integradas nas Oxalidaceae.

### Filogenia
A posição da família Connaraceae no contexto da filogenia da ordem Oxalidales, conforme determinada pelo Angiosperm Phylogeny Group, é a seguinte:
|  | Connaraceae |
|  |             |
|  | Oxalidaceae |
|  |             |

|  | \| \| Brunelliaceae \| \| \| \| \| \| Cephalotaceae \| \| \| \| |
|  |                                                                 |
|  | Elaeocarpaceae                                                  |
|  |                                                                 |
|  | Brunelliaceae                                                   |
|  |                                                                 |
|  | Cephalotaceae                                                   |
|  |                                                                 |

|  | Brunelliaceae |
|  |               |
|  | Cephalotaceae |
|  |               |

|  | \| \| Brunelliaceae \| \| \| \| \| \| Cephalotaceae \| \| \| \| |
|  |                                                                 |
|  | Elaeocarpaceae                                                  |
|  |                                                                 |
|  | Brunelliaceae                                                   |
|  |                                                                 |
|  | Cephalotaceae                                                   |
|  |                                                                 |

|  | Brunelliaceae |
|  |               |
|  | Cephalotaceae |
|  |               |

|  | Connaraceae |
|  |             |
|  | Oxalidaceae |
|  |             |

|  | \| \| Brunelliaceae \| \| \| \| \| \| Cephalotaceae \| \| \| \| |
|  |                                                                 |
|  | Elaeocarpaceae                                                  |
|  |                                                                 |
|  | Brunelliaceae                                                   |
|  |                                                                 |
|  | Cephalotaceae                                                   |
|  |                                                                 |

|  | Brunelliaceae |
|  |               |
|  | Cephalotaceae |
|  |               |

|  | \| \| Brunelliaceae \| \| \| \| \| \| Cephalotaceae \| \| \| \| |
|  |                                                                 |
|  | Elaeocarpaceae                                                  |
|  |                                                                 |
|  | Brunelliaceae                                                   |
|  |                                                                 |
|  | Cephalotaceae                                                   |
|  |                                                                 |

|  | Brunelliaceae |
|  |               |
|  | Cephalotaceae |
|  |               |

|  | Connaraceae |
|  |             |
|  | Oxalidaceae |
|  |             |

|  | \| \| Brunelliaceae \| \| \| \| \| \| Cephalotaceae \| \| \| \| |
|  |                                                                 |
|  | Elaeocarpaceae                                                  |
|  |                                                                 |
|  | Brunelliaceae                                                   |
|  |                                                                 |
|  | Cephalotaceae                                                   |
|  |                                                                 |

|  | Brunelliaceae |
|  |               |
|  | Cephalotaceae |
|  |               |

|  | \| \| Brunelliaceae \| \| \| \| \| \| Cephalotaceae \| \| \| \| |
|  |                                                                 |
|  | Elaeocarpaceae                                                  |
|  |                                                                 |
|  | Brunelliaceae                                                   |
|  |                                                                 |
|  | Cephalotaceae                                                   |
|  |                                                                 |

|  | Brunelliaceae |
|  |               |
|  | Cephalotaceae |
|  |               |

|  | Connaraceae |
|  |             |
|  | Oxalidaceae |
|  |             |

|  | \| \| Brunelliaceae \| \| \| \| \| \| Cephalotaceae \| \| \| \| |
|  |                                                                 |
|  | Elaeocarpaceae                                                  |
|  |                                                                 |
|  | Brunelliaceae                                                   |
|  |                                                                 |
|  | Cephalotaceae                                                   |
|  |                                                                 |

|  | Brunelliaceae |
|  |               |
|  | Cephalotaceae |
|  |               |

|  | \| \| Brunelliaceae \| \| \| \| \| \| Cephalotaceae \| \| \| \| |
|  |                                                                 |
|  | Elaeocarpaceae                                                  |
|  |                                                                 |
|  | Brunelliaceae                                                   |
|  |                                                                 |
|  | Cephalotaceae                                                   |
|  |                                                                 |

|  | Brunelliaceae |
|  |               |
|  | Cephalotaceae |
|  |               |

|  | Connaraceae |
|  |             |
|  | Oxalidaceae |
|  |             |

|  | \| \| Brunelliaceae \| \| \| \| \| \| Cephalotaceae \| \| \| \| |
|  |                                                                 |
|  | Elaeocarpaceae                                                  |
|  |                                                                 |
|  | Brunelliaceae                                                   |
|  |                                                                 |
|  | Cephalotaceae                                                   |
|  |                                                                 |

|  | Brunelliaceae |
|  |               |
|  | Cephalotaceae |
|  |               |

|  | \| \| Brunelliaceae \| \| \| \| \| \| Cephalotaceae \| \| \| \| |
|  |                                                                 |
|  | Elaeocarpaceae                                                  |
|  |                                                                 |
|  | Brunelliaceae                                                   |
|  |                                                                 |
|  | Cephalotaceae                                                   |
|  |                                                                 |

|  | Brunelliaceae |
|  |               |
|  | Cephalotaceae |
|  |               |

|  | Connaraceae |
|  |             |
|  | Oxalidaceae |
|  |             |

|  | \| \| Brunelliaceae \| \| \| \| \| \| Cephalotaceae \| \| \| \| |
|  |                                                                 |
|  | Elaeocarpaceae                                                  |
|  |                                                                 |
|  | Brunelliaceae                                                   |
|  |                                                                 |
|  | Cephalotaceae                                                   |
|  |                                                                 |

|  | Brunelliaceae |
|  |               |
|  | Cephalotaceae |
|  |               |

|  | \| \| Brunelliaceae \| \| \| \| \| \| Cephalotaceae \| \| \| \| |
|  |                                                                 |
|  | Elaeocarpaceae                                                  |
|  |                                                                 |
|  | Brunelliaceae                                                   |
|  |                                                                 |
|  | Cephalotaceae                                                   |
|  |                                                                 |

|  | Brunelliaceae |
|  |               |
|  | Cephalotaceae |
|  |               |

|  | Connaraceae |
|  |             |
|  | Oxalidaceae |
|  |             |

|  | \| \| Brunelliaceae \| \| \| \| \| \| Cephalotaceae \| \| \| \| |
|  |                                                                 |
|  | Elaeocarpaceae                                                  |
|  |                                                                 |
|  | Brunelliaceae                                                   |
|  |                                                                 |
|  | Cephalotaceae                                                   |
|  |                                                                 |

|  | Brunelliaceae |
|  |               |
|  | Cephalotaceae |
|  |               |

|  | \| \| Brunelliaceae \| \| \| \| \| \| Cephalotaceae \| \| \| \| |
|  |                                                                 |
|  | Elaeocarpaceae                                                  |
|  |                                                                 |
|  | Brunelliaceae                                                   |
|  |                                                                 |
|  | Cephalotaceae                                                   |
|  |                                                                 |

|  | Brunelliaceae |
|  |               |
|  | Cephalotaceae |
|  |               |

|  | Connaraceae |
|  |             |
|  | Oxalidaceae |
|  |             |

|  | \| \| Brunelliaceae \| \| \| \| \| \| Cephalotaceae \| \| \| \| |
|  |                                                                 |
|  | Elaeocarpaceae                                                  |
|  |                                                                 |
|  | Brunelliaceae                                                   |
|  |                                                                 |
|  | Cephalotaceae                                                   |
|  |                                                                 |

|  | Brunelliaceae |
|  |               |
|  | Cephalotaceae |
|  |               |

|  | \| \| Brunelliaceae \| \| \| \| \| \| Cephalotaceae \| \| \| \| |
|  |                                                                 |
|  | Elaeocarpaceae                                                  |
|  |                                                                 |
|  | Brunelliaceae                                                   |
|  |                                                                 |
|  | Cephalotaceae                                                   |
|  |                                                                 |

|  | Brunelliaceae |
|  |               |
|  | Cephalotaceae |
|  |               |

A família Oxalidaceae se encontra em Rosídeas, grupo unido por sinapomorfias moleculares. As Rosídeas são compostas por Malvídeas e Fabídeas, clado onde se encontram outras 7 ordens além de Oxalidales, no caso, Malpighiales (grupo irmão das Oxalidales) Fagales, Cucurbitales, Fabales, Rosales, Zygophyllales e Celastrales.
A família Oxalidaceae é parte da ordem Oxalidales, onde se integra com Brunelliaceae, Cephalotaceae, Connaraceae, Cunoniaceae, Elaeocarpaceae e Huaceae (o grupo irmão das Oxalidaceae). Nesta integração, mais que as características morfológicas, que são muito variadas, tem grande peso a filogenética molecular.

## Sistemática
Na sua presente circunscrição taxonómica a família Oxalidaceae inclui 5 géneros com mais de 570 espécies:
- Averrhoa L.: com 2 espécies, nativas da Ásia tropical, mas cultivadas nos trópicos de todo o mundo:
  - Averrhoa bilimbi L. (fruto conhecido por bilimbi)
  - Averrhoa carambola L. (fruto conhecido por carambola ou fruta-estrela)
- Biophytum DC.: com cerca de 50 espécies no trópicos e sub-trópicos de todos os continentes.
- Dapania Korth.: com 3 espécies, das quais 2 espécies na Malésia e 1 espécie em Madagáscar.
- Oxalis L.: com cerca de 570 espécies[2] e distribuição quase cosmopolita.
- Sarcotheca DC.: com apenas uma espécie confirmada:
  - Sarcotheca laxa (Ridl.) Knuth: nativa da Malésia.[15]

O género Averrhoa, de que a carambola é membro, está incluído nesta família pelo sistema APG IV (de 2016), mas alguns sistematas consideram que pertence a uma família autónoma, as Averrhoaceae.
Não confundir as Oxalis com as espécies do género Marsilea, que são plantas aquáticas ou de ambientes alagáveis, cujas folhas possuem quatro folíolos (conhecidas como trevos-de-quatro-folhas). Diferentemente das Oxalis, que é uma Spermatophyta, as Marsilea são plantas vasculares sem sementes (Monilophyta), situadas no clado das pteridófitos leptosporangiados (Pteridopsida).

## Ocorrência no Brasil

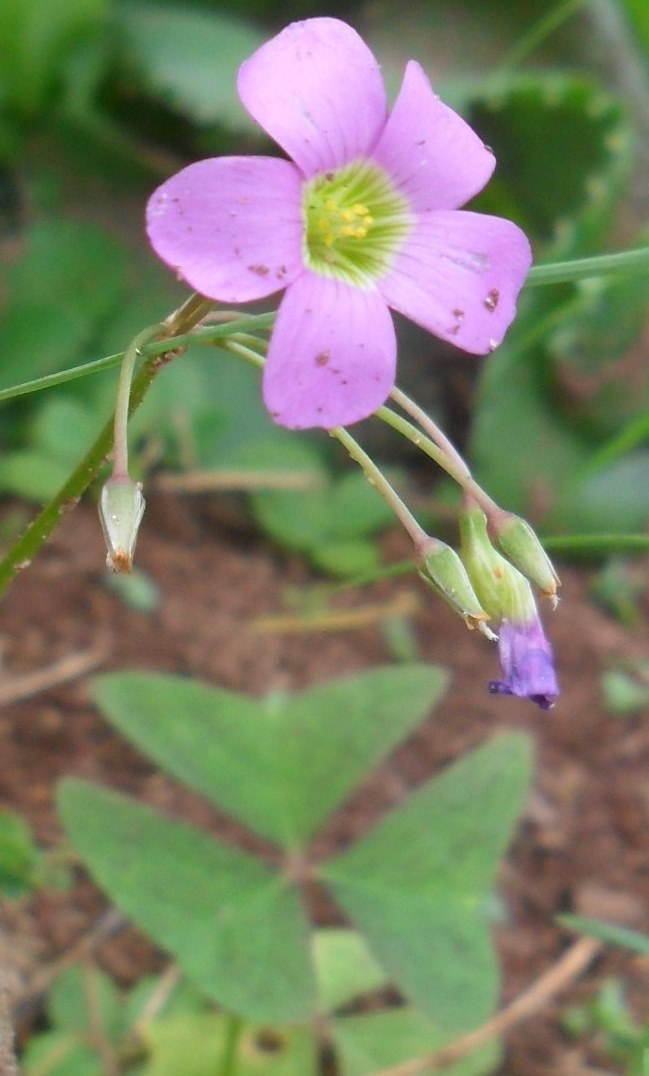
Flor de Oxalis latifolia Kunth (foto tirada em São Carlos).

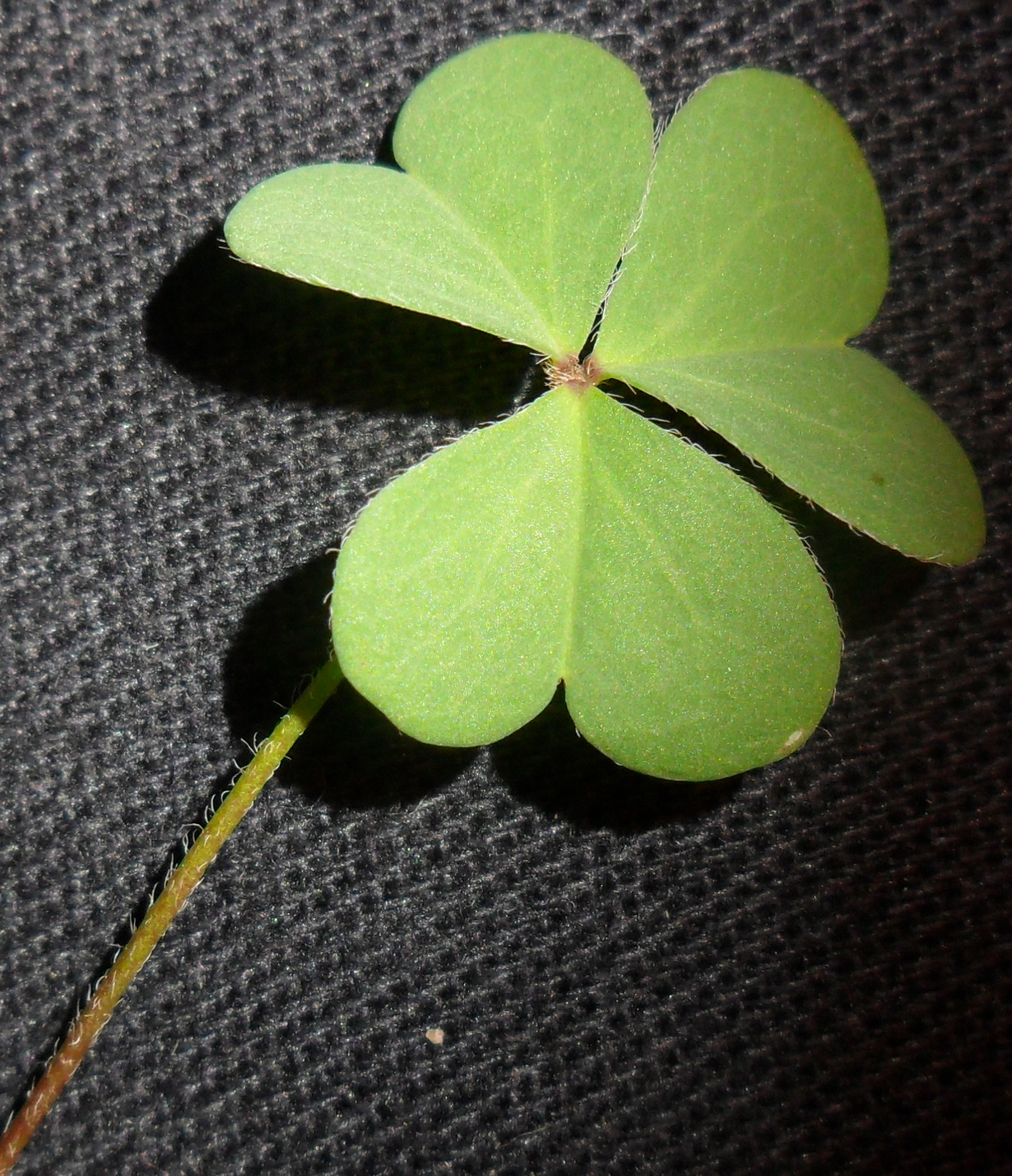
Folha trifoliolada característica de Oxalis L.

No Brasil, encontram-se 3 géneros: Averrhoa L. (que inclui biribiris e carambolas), Biophytum DC. e Oxalis L., sendo que este último agrega a maioria das espécies conhecidas, que são comummente referidas como “trevinhos”, “trevos” ou “azedinhas”.
Ocorrem em todos os estados das cinco regiões do Brasil e são encontradas nos seguintes domínios fitogeográficos: Amazônia, Caatinga, Cerrado, Mata Atlântica, Pampa e Pantanal.

### Averrhoa
De origem naturalizada. Árvores pequenas, encontradas na Amazônia, Caatinga, Cerrado e Mata Atlântica
- Averrhoa bilimbi L.
- Averrhoa carambola L.

### Biophytum
De origem nativa. Arbustivas, encontradas na Amazônia e na Mata Atlântica.
- Biophytum casiquiarense R.Knuth
- Biophytum castum G.Don
- Biophytum columbianum R.Knuth
- Biophytum dendroides DC.
- Biophytum ferrugineum Rusby,
- Biophytum mimosoides G.Don
- Biophytum peruvianum R.Knuth
- Biophytum somnians (Mart. & Zucc.) R.Knuth
- Biophytum soukupii Lourteig

### OxalisL.
De origem nativa. Arbustivas, herbáceas ou subarbustivas, encontradas na Amazônia, Caatinga, Cerrado, Mata Atlântica, Pampa e Pantanal.

- Oxalis alata Mart. ex Zucc.
- Oxalis alstonii Lourteig
- Oxalis alvimii Lourteig,
- Oxalis aptera Zucc. ex Progel
- Oxalis arachnoidea Progel
- Oxalis areolata Taub.
- Oxalis artemioides Fiaschi
- Oxalis articulata Savigny
- Oxalis barrelieri L.
- Oxalis bela-vitoriae Lourteig
- Oxalis bifrons Progel
- Oxalis bipartita A.St.-Hil.
- Oxalis bisecta Norlind
- Oxalis blackii Lourteig
- Oxalis brasiliensis G.Lodd.
- Oxalis caesariata Lourteig
- Oxalis calcicola Fiaschi
- Oxalis calva Progel
- Oxalis cerradoana Lourteig
- Oxalis ciliata Spreng.
- Oxalis clausenii Lourteig
- Oxalis colatinensis Fiaschi
- Oxalis confertissima A.St.-Hil.
- Oxalis conorrhiza Jacq.
- Oxalis cordata A.St.-Hil.
- Oxalis corniculata L.
- Oxalis cratensis Oliv. ex Hook.
- Oxalis cytisoides Mart. ex Zucc.
- Oxalis debilis Kunth
- Oxalis densifolia Mart. & Zucc. ex Zucc.
- Oxalis diamantinae Knuth
- Oxalis divaricata Mart. ex Zucc.
- Oxalis doceana Lourteig
- Oxalis eriocarpa DC.
- Oxalis erosa Knuth
- Oxalis floribunda Lehm.
- Oxalis frutescens L.
- Oxalis fruticosa Raddi
- Oxalis gardneriana Progel
- Oxalis geralensis Knuth
- Oxalis glaucescens Norlind,
- Oxalis goyazensis Turcz.
- Oxalis grisea A.St.-Hil. & Naudin
- Oxalis hedysarifolia Raddi
- Oxalis hepatica Norlind
- Oxalis hirsutissima Mart. & Zucc.
- Oxalis hispidula Zucc.
- Oxalis hyalotricha Lourteig
- Oxalis impatiens Vell.
- Oxalis irreperta Lourteig
- Oxalis juruensis Diels
- Oxalis kollmannii Fiaschi
- Oxalis kuhlmannii Lourteig
- Oxalis lasiopetala Zucc.
- Oxalis latifolia Kunth,
- Oxalis leptopodes G.Don
- Oxalis lespedezioides G.Don
- Oxalis linarantha Lourteig
- Oxalis mandioccana Raddi
- Oxalis monochasiata Fiaschi
- Oxalis mucronulata Norlind
- Oxalis myriophylla A.St.-Hil.
- Oxalis neuwiedii Zucc.
- Oxalis niederleiniana Hieron. ex Knuth
- Oxalis niederleinii Knuth
- Oxalis nigrescens A.St.-Hil.
- Oxalis odonellii Lourteig
- Oxalis paludosa A.St.-Hil.
- Oxalis paranaensis Lourteig
- Oxalis perdicaria (Molina) Bertero
- Oxalis physocalyx Zucc. ex Progel
- Oxalis pilulifera Progel
- Oxalis polymorpha Mart. ex Zucc.
- Oxalis potamophila Lourteig
- Oxalis praetexta Progel
- Oxalis pretoensis Lourteig
- Oxalis psoraleoides Kunth
- Oxalis puberula Nees & Mart.
- Oxalis pyrenea Taub.
- Oxalis refracta A.St.-Hil.,
- Oxalis renifolia Knuth
- Oxalis rhombeo-ovata A.St.-Hil.
- Oxalis riparia Norlind
- Oxalis roselata A.St.-Hil.
- Oxalis rupestris A.St.-Hil.
- Oxalis sarmentosa Zucc.
- Oxalis sellowiana Zucc.
- Oxalis sellowii Spreng.
- Oxalis sepium A.St.-Hil.
- Oxalis serpens A.St.-Hil.
- Oxalis suborbiculata Lourteig
- Oxalis subvillosa Norlind
- Oxalis telmatica Lourteig
- Oxalis tenerrima Knuth
- Oxalis triangularis A.St.-Hil.
- Oxalis umbraticola A.St.-Hil.
- Oxalis veadeirosensis Lourteig

### Conservação no Brasil
Não há registo de espécies brasileiras de Oxalidaceae ameaçadas de extinção. Todavia, há 6 espécies sul-americanas incluídas na Lista Vermelha de Espécies Ameaçadas da IUCN, apresentadas na tabela abaixo:
| Espécie                                     | Situação                  | Local     |
| ------------------------------------------- | ------------------------- | --------- |
| Biophytum heinrichsae R.Knuth               | Vulnerável VU             | Equador   |
| Oxalis chachahuensis Alfonso, Prina & Muiño | Em perigo EN              | Argentina |
| Oxalis ecuadorensis R.Knuth                 | Em perigo EN              | Equador   |
| Oxalis norlindiana R.Knuth                  | Criticamente em perigo CR | Equador   |
| Oxalis pennelliana R.Knuth                  | Em perigo EN              | Equador   |
| Oxalis rufescens Turcz.                     | Vulnerável VU             | Equador   |

## Galeria

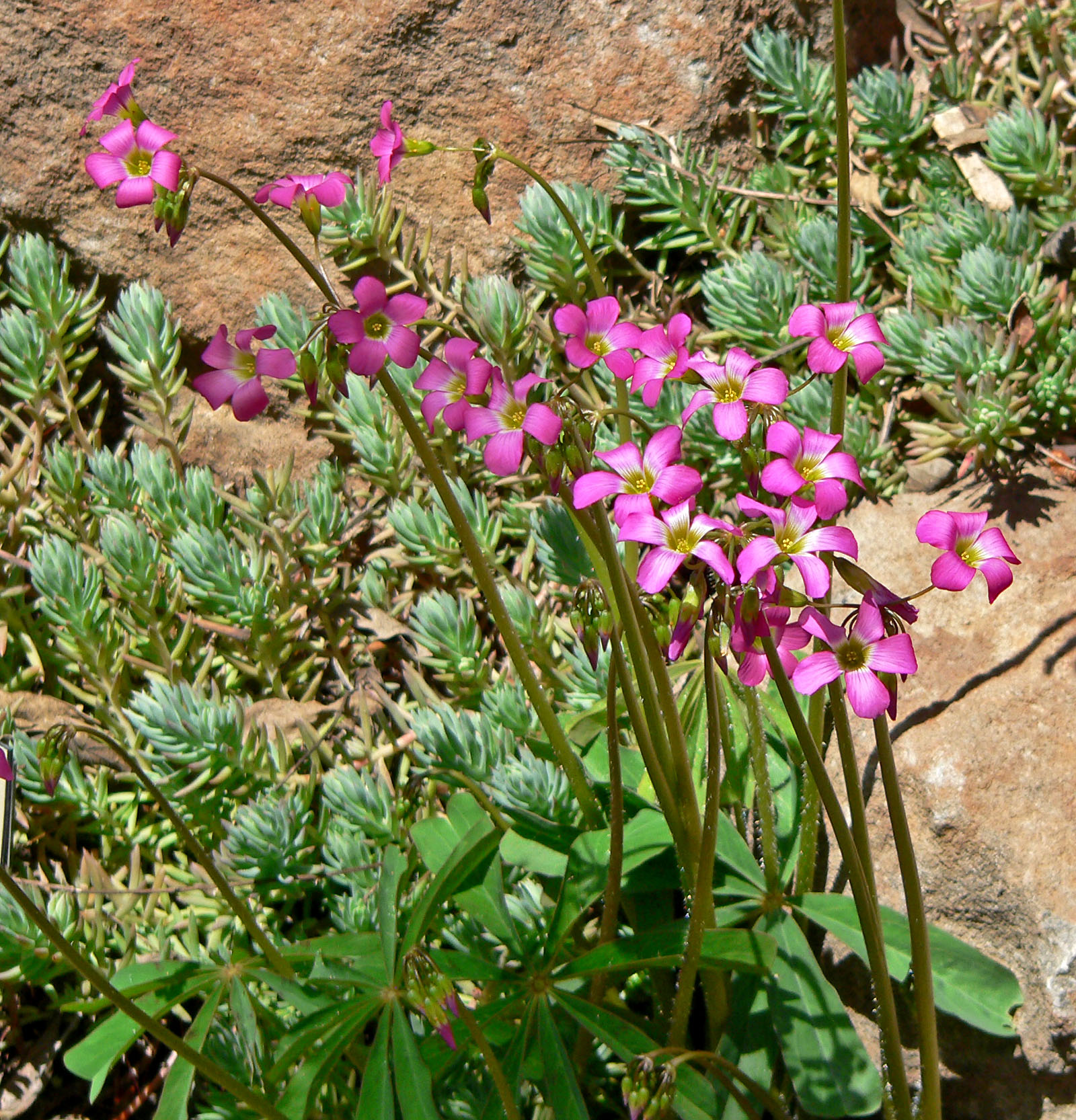
Oxalis magnifica (em flor).
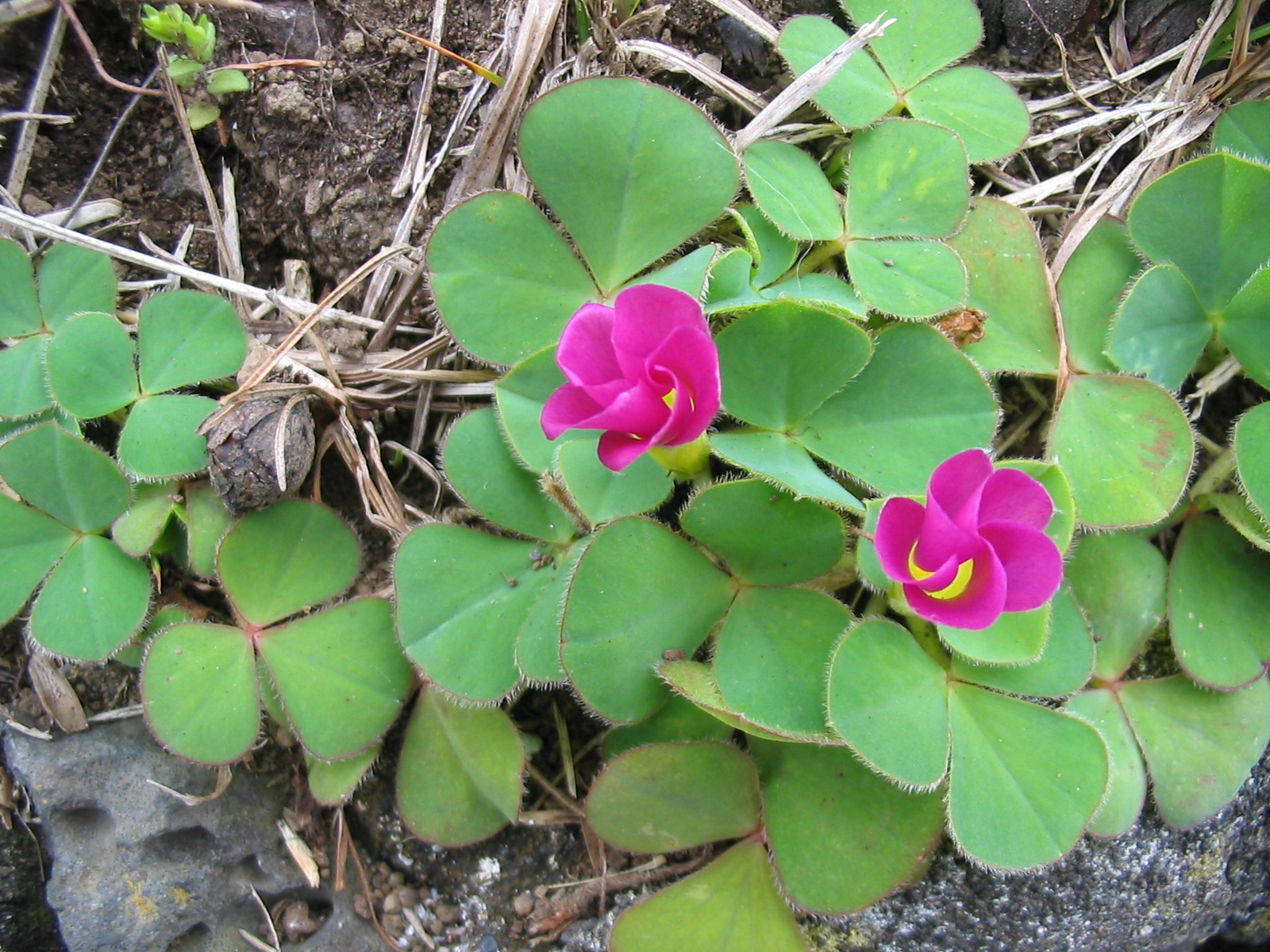
Oxalis purpurea (hábito em flor).
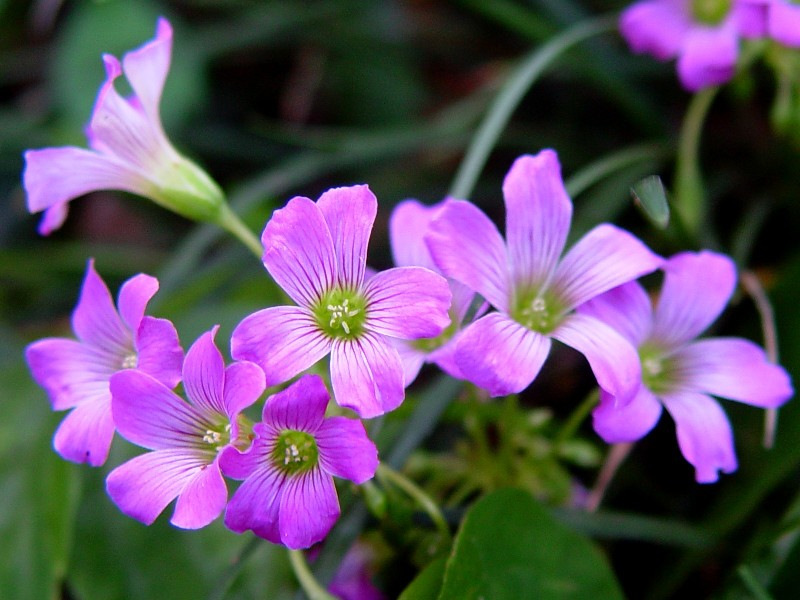
Flores de Oxalis rubra.
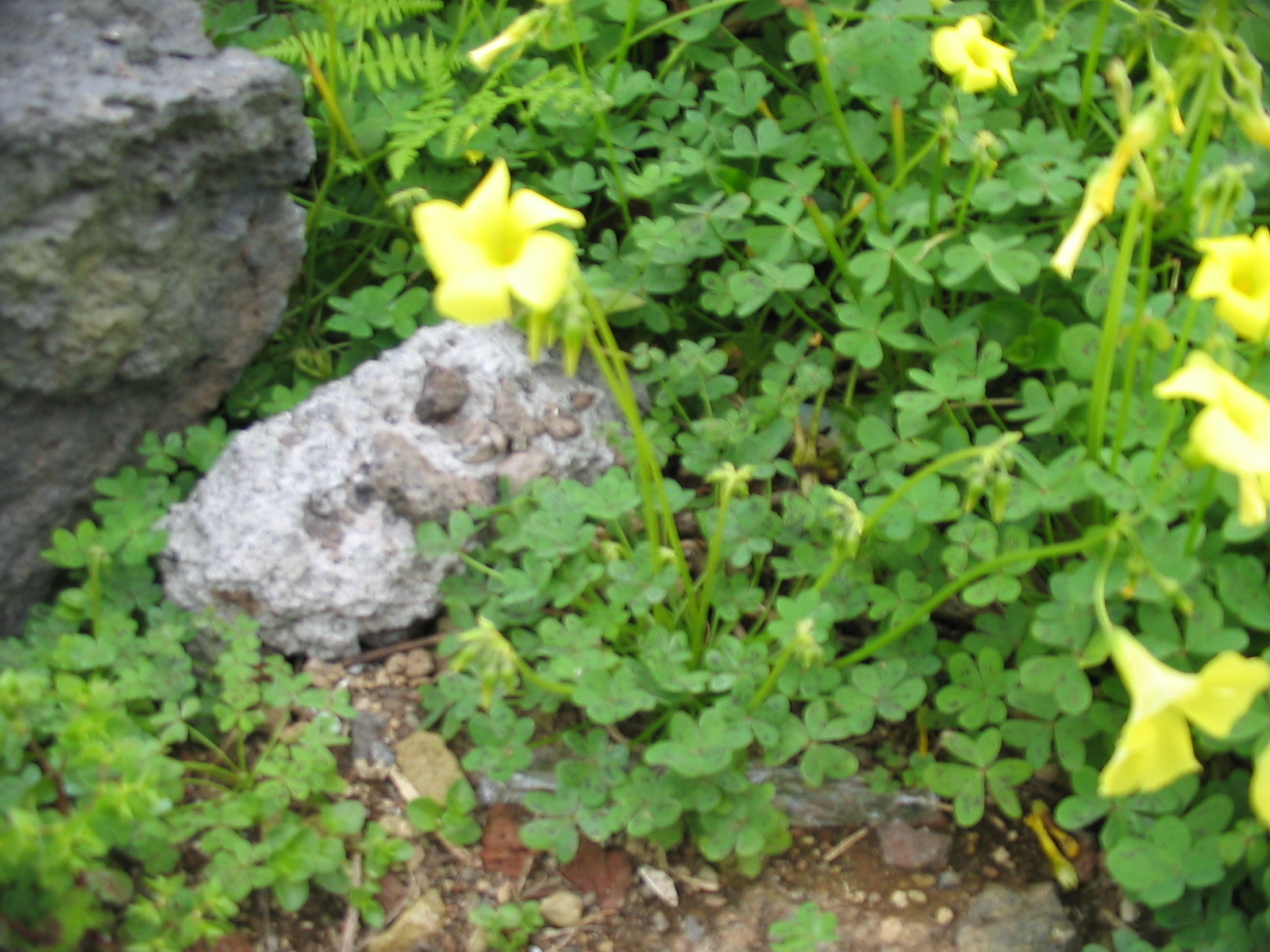
oxalis pes-caprae (hábito quando em flor).
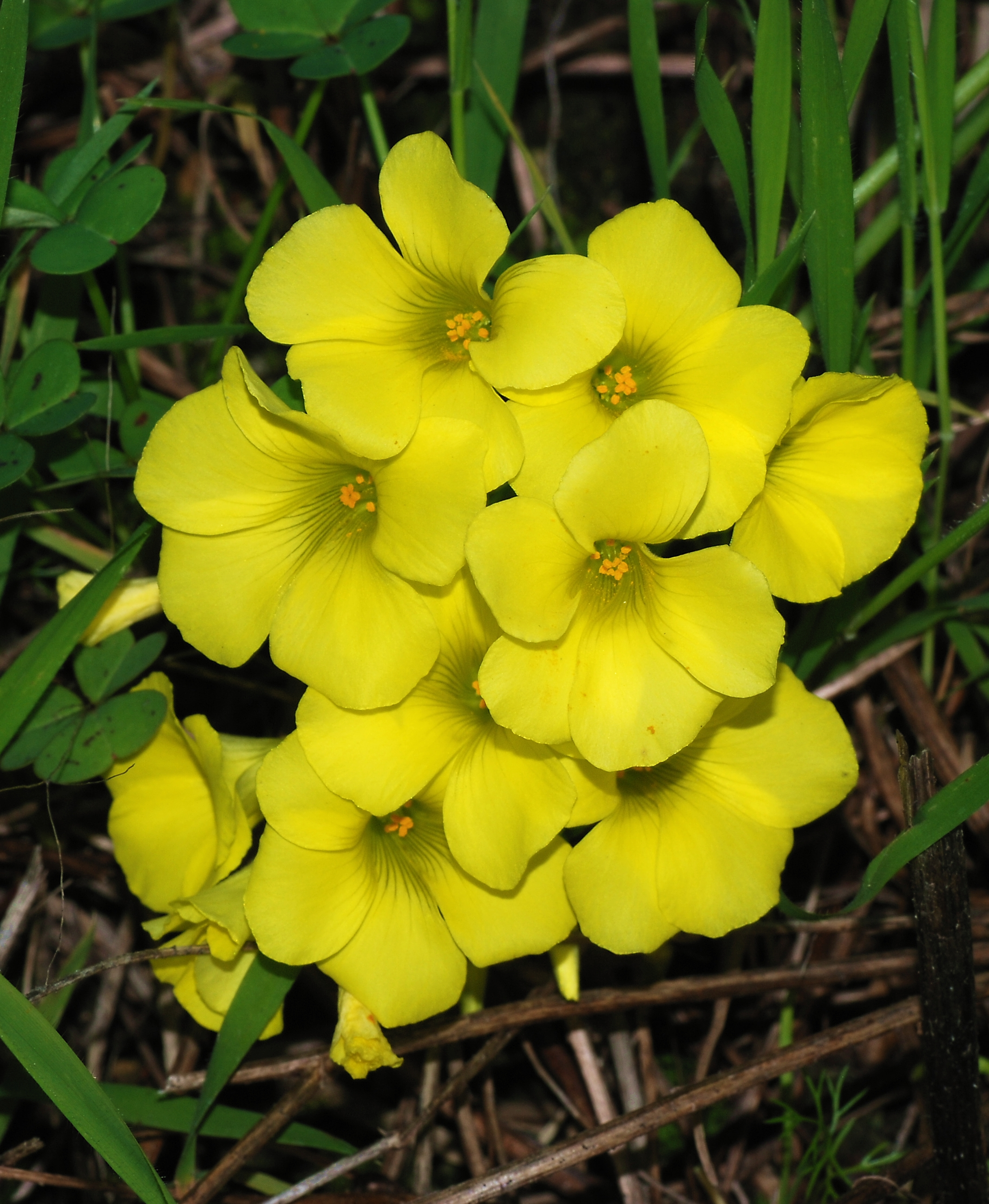
Flores de Oxalis pes-caprae.
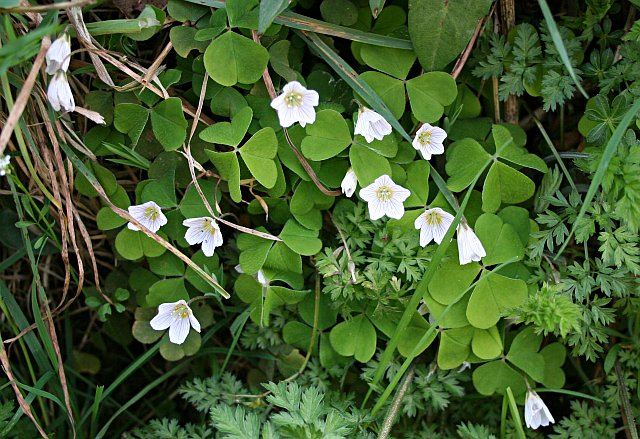
Oxalis acetosella (em flor).
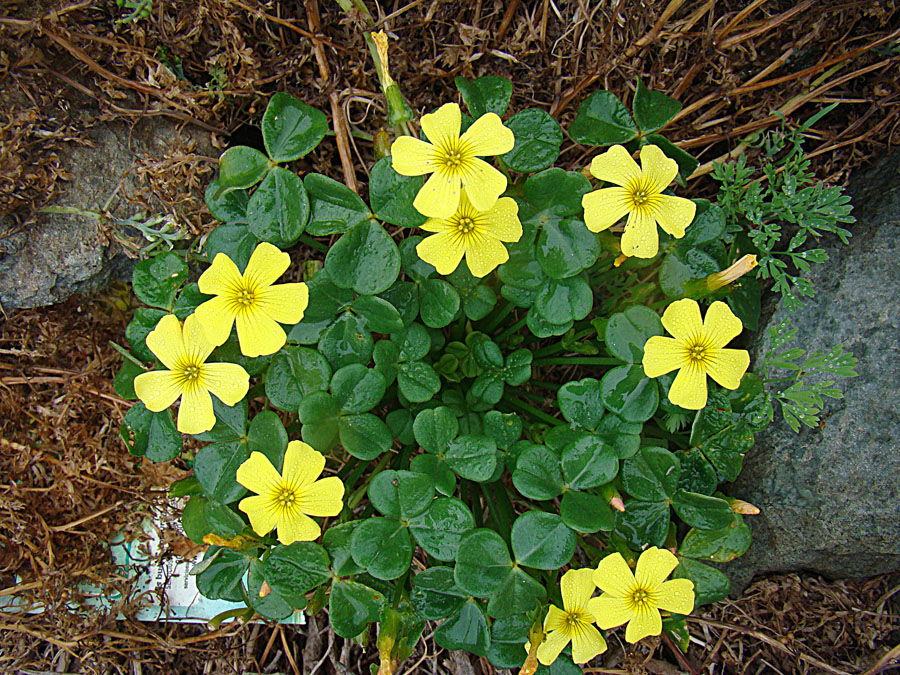
Oxalis carnosa.
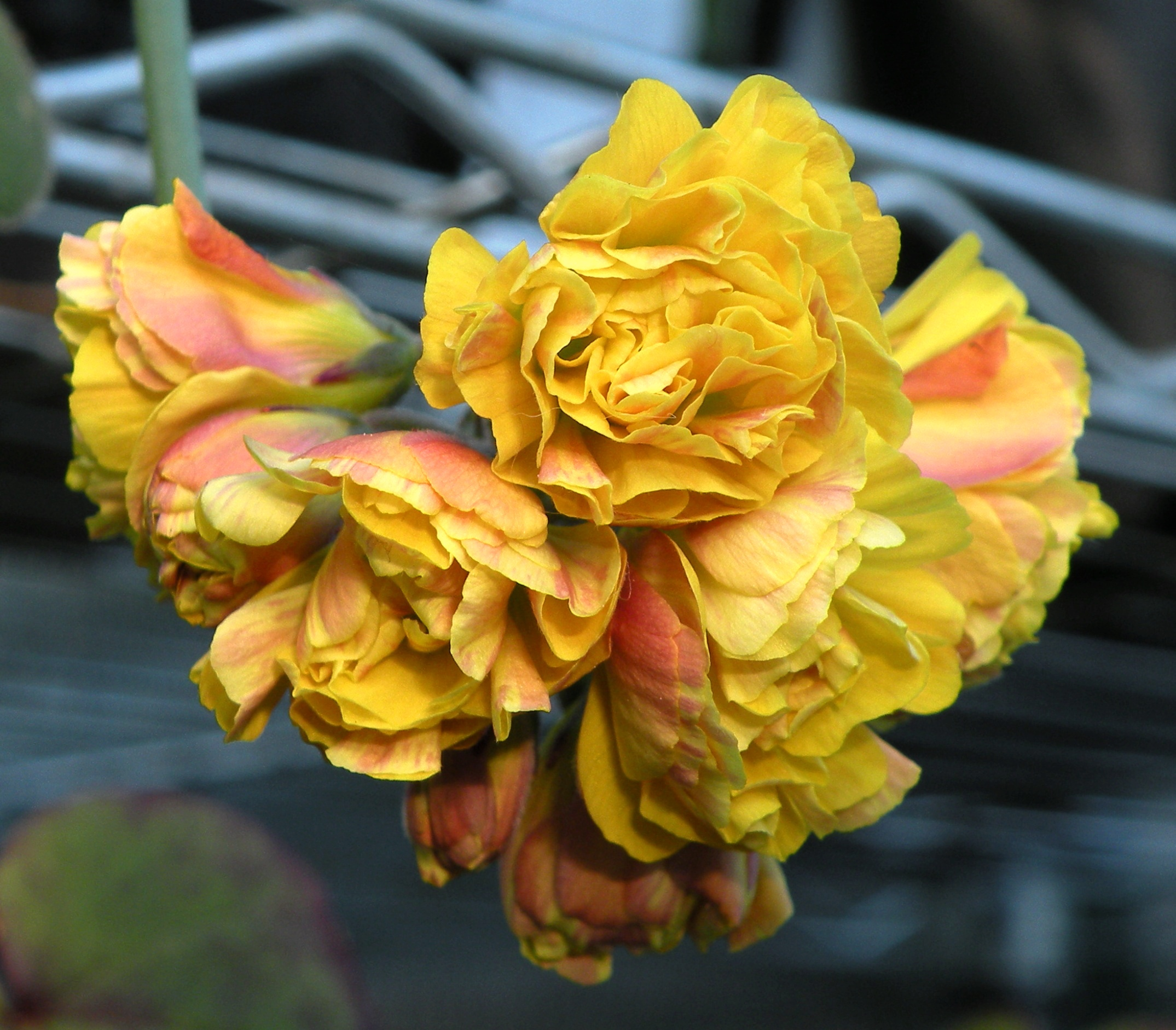
Oxalis compressa (cultivar de flor dobrada).
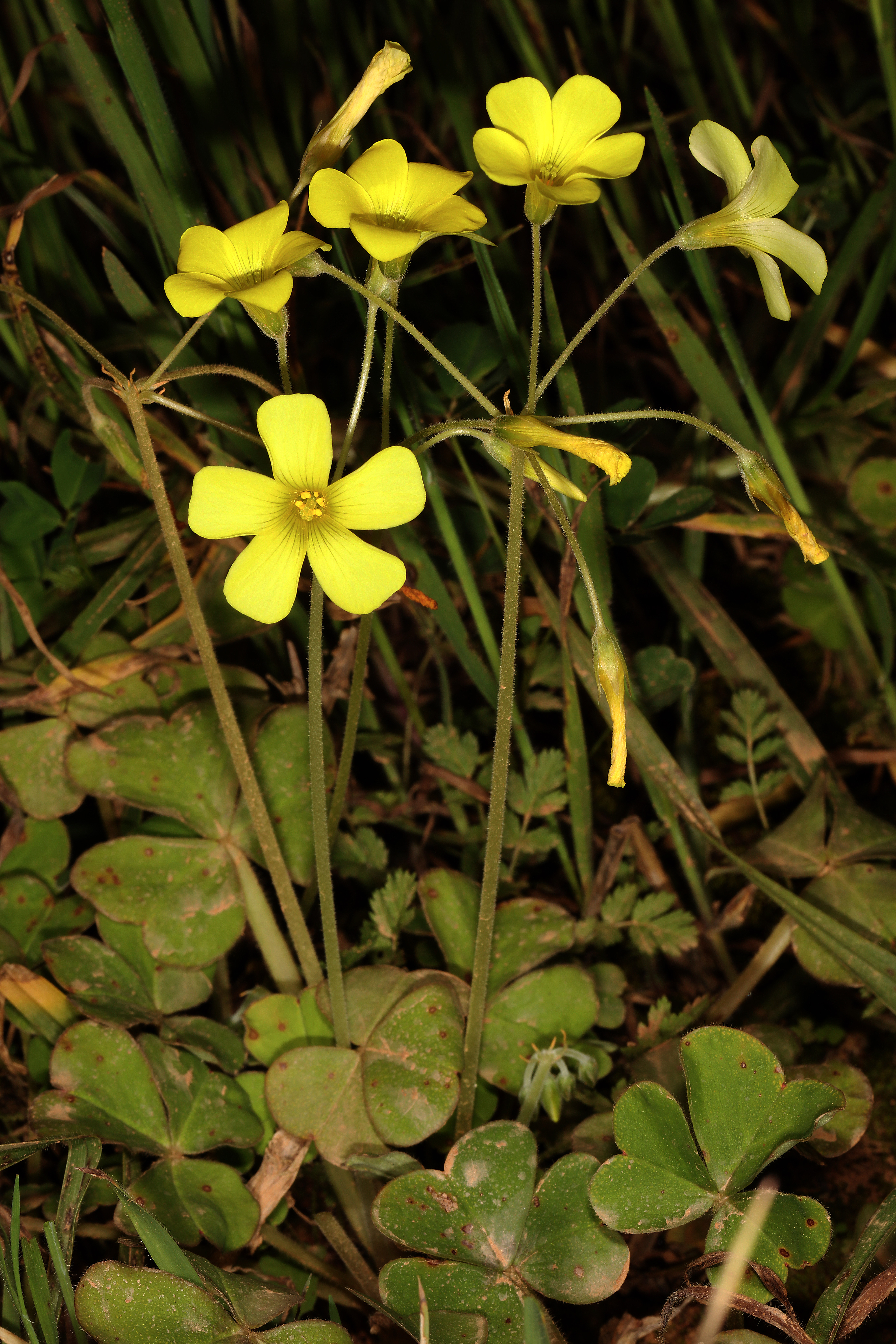
Oxalis compressa (flor simples).
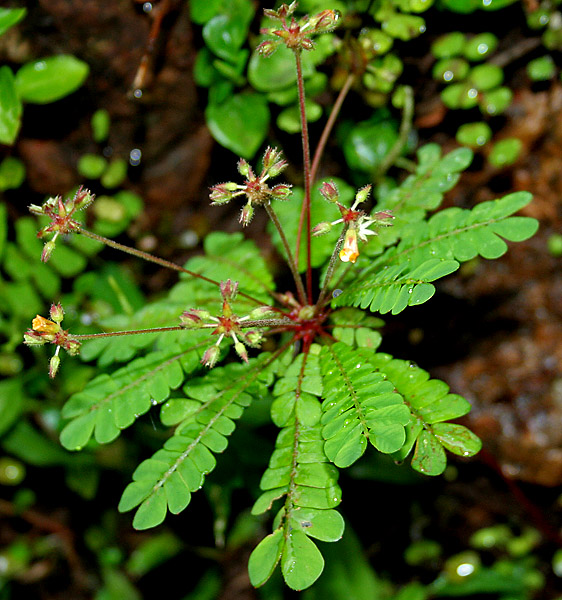
Biophytum reinwardtii.
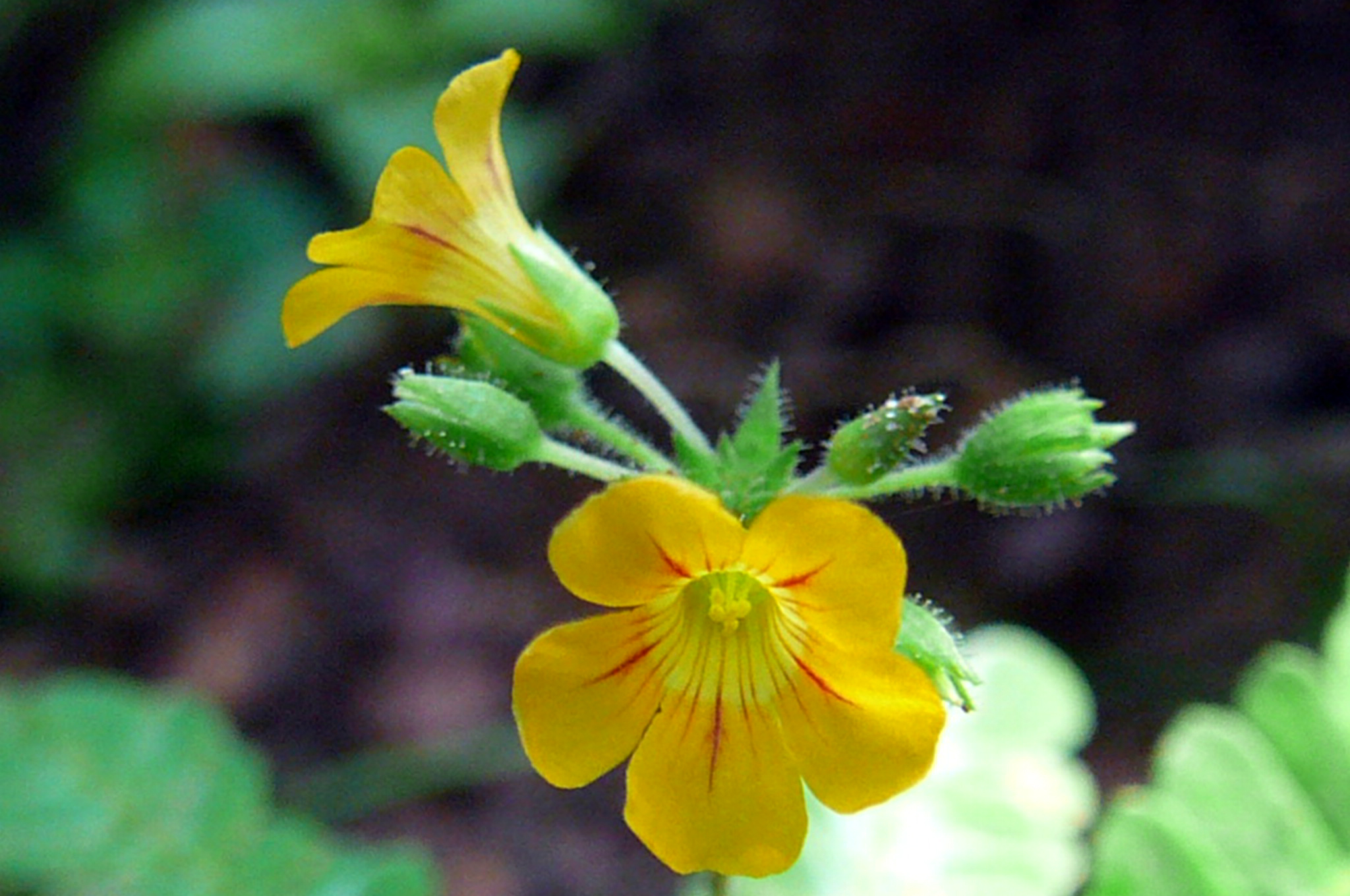
Flores de Biophytum reinwardtii.
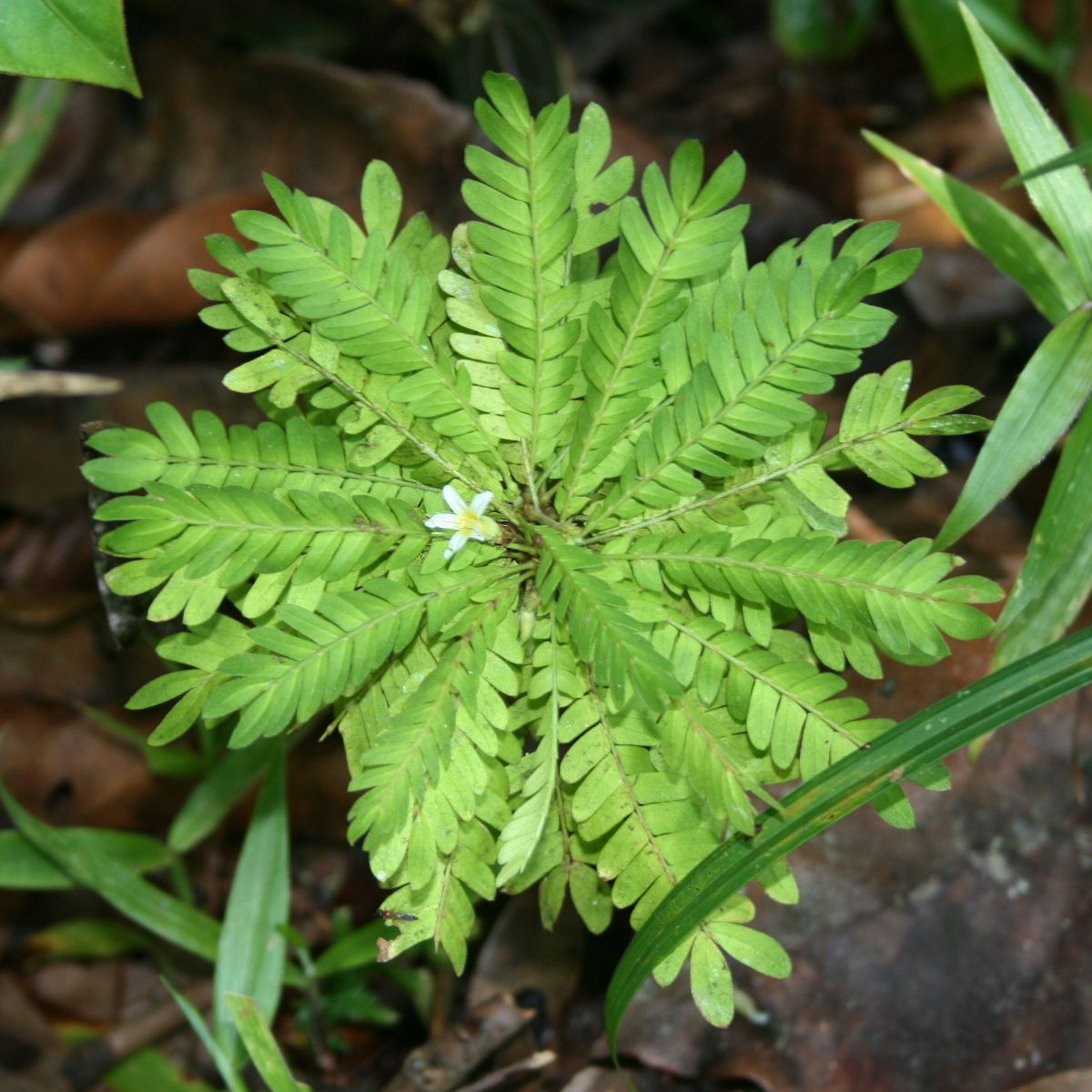
Biophytum dendroides.
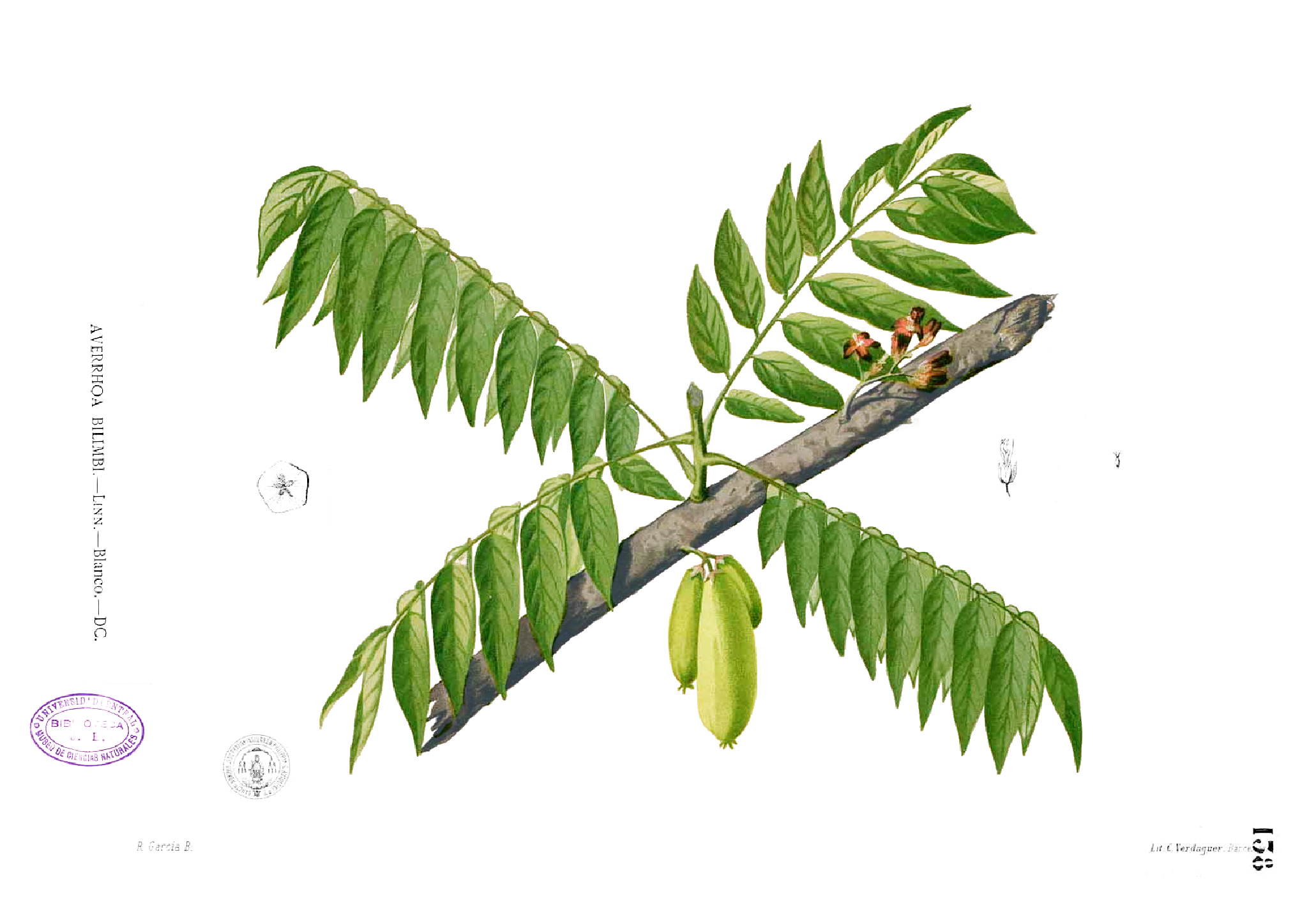
Averrhoa bilimbi (ilustração).
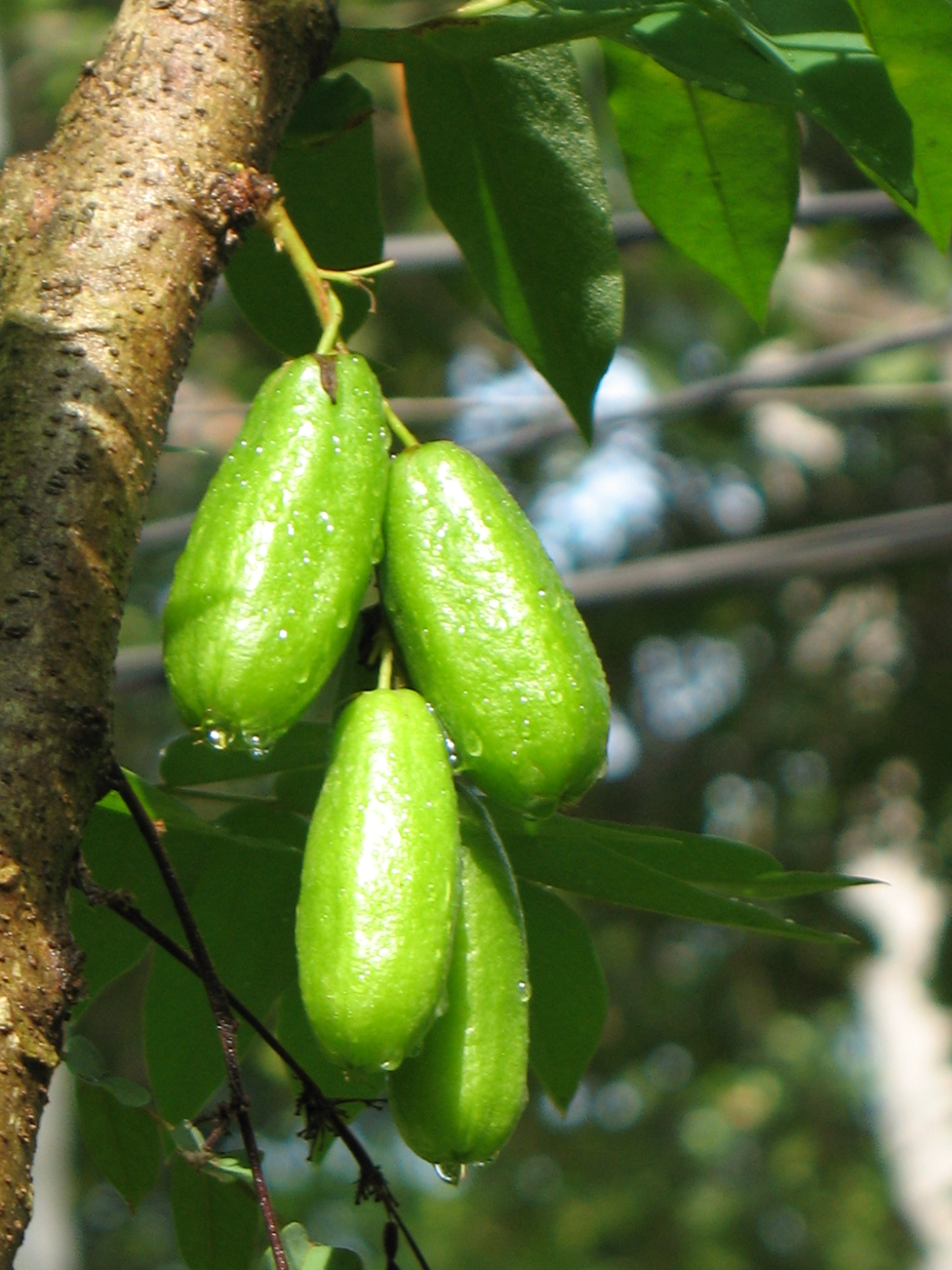
Averrhoa bilimbi (frutos).
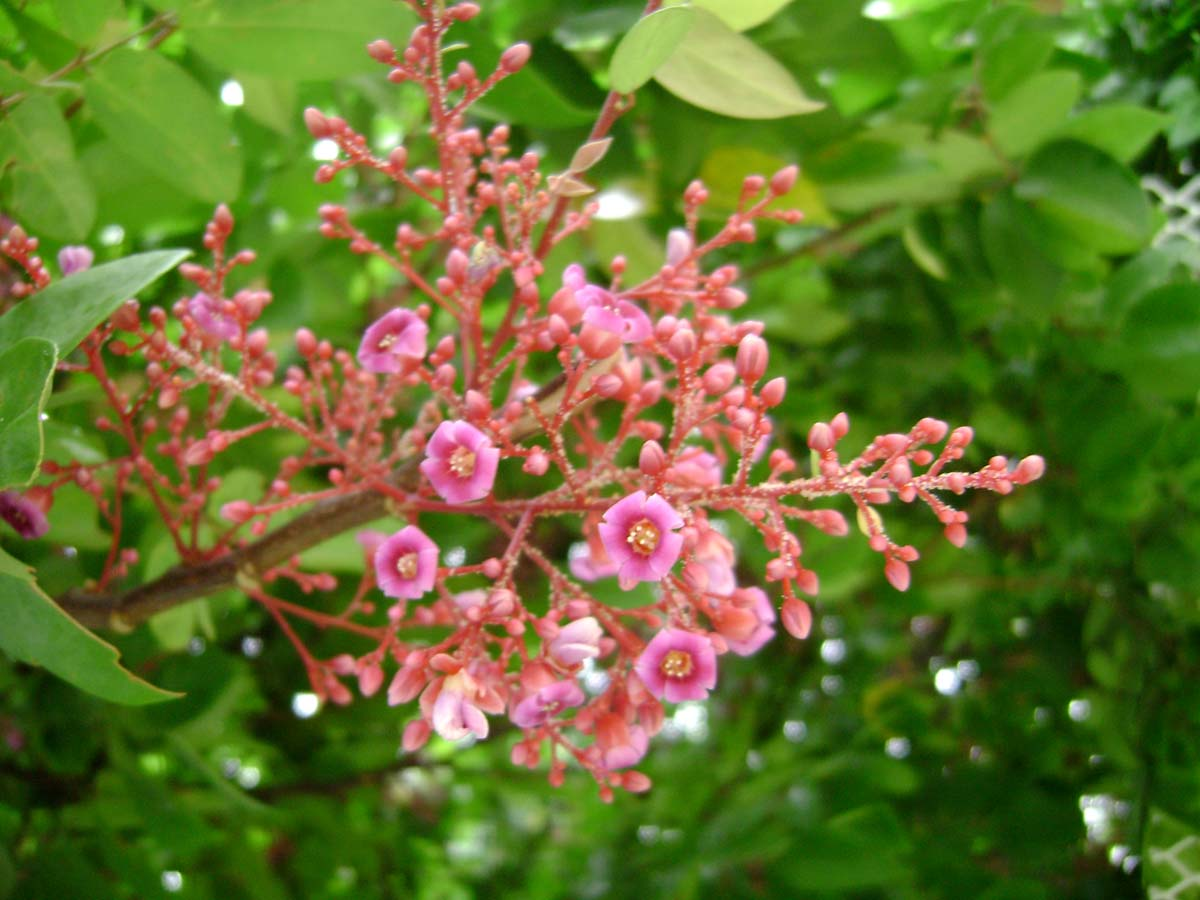
Flores de Averrhoa carambola.